# Charlotte Mutsaers

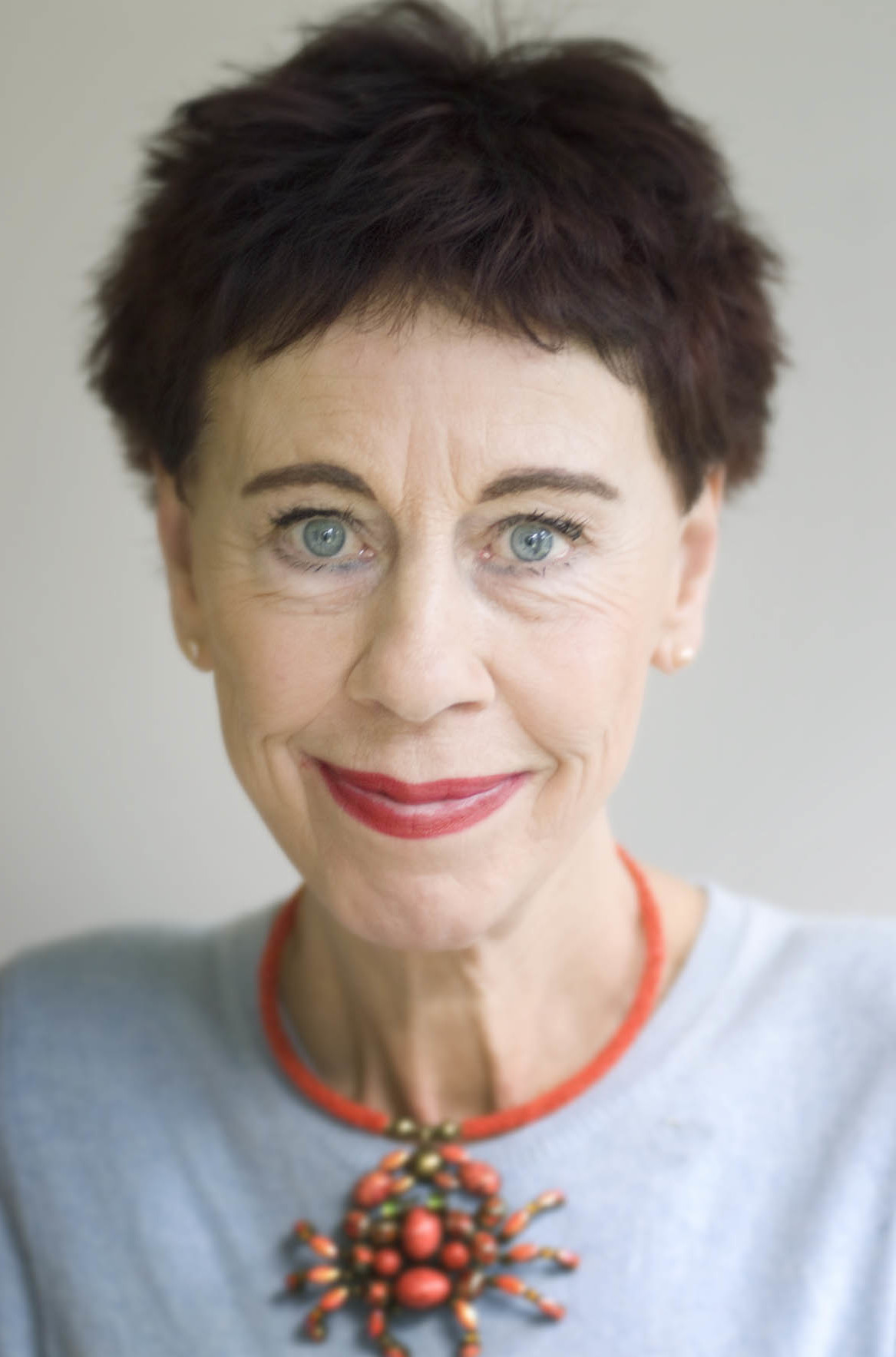
Charlotte Mutsaers (2008)

Charlotte  Jacoba Maria Mutsaers (geboren 2. November 1942 in Utrecht) ist eine niederländische Malerin und Autorin.

## Leben
Charlotte Mutsaers ist die Tochter des Kunsthistorikers Barend Mutsaers. Ihr Urgroßvater mütterlicherseits war der Minister und Wasserbauingenieur Cornelis Lely. Sie studierte Niederländisch in Amsterdam und arbeitete zunächst als Lehrerin. Mutsaers bildete sich in Malerei und Druck an der  Gerrit Rietveld Academie in Amsterdam fort und wurde dort Kunstlehrerin. Arbeiten von ihr wurden in der Galerie Clement Amsterdam, im Frans Hals Museum in Haarlem, Museum voor Moderne Kunst in Arnheim, in der  Nieuwe Kerk (Amsterdam) und im Beiaard Museum of the Image in Breda gezeigt. Als freie Künstlerin illustriert sie auch beim Magazin Vrij Nederland.
Seit Anfang der 1980er Jahre veröffentlichte Mutsaers ihre Schriften. Der Roman Kutscher Herbst (2008) führt im Buchtitel ein Gedicht Osama bin Ladens, das die Protagonistin zitiert und dem Protagonisten aus seiner Schreibhemmung hilft. Mutsaers erhielt für ihre Literatur im Jahr 2000 den Constantijn Huygensprijs und 2010 den P.C. Hooft-prijs, sowie eine Reihe anderer niederländischer Auszeichnungen. Auch der Asteroid (12368) Mutsaers wurde 2001 nach ihr benannt.
Bei den Parlamentswahlen 2006 kandidierte sie auf der Liste der Partij voor de Dieren (Partei für die Tiere) zum Niederländischen Parlament. 
Mutsaers ist seit 1973 mit dem Niederlandisten Jan Fontijn verheiratet.

## Schriften
- Het circus van de geest (Essays), 1983
- Hazepeper gevolgd door Napoleon, Sunt pueri pueri... en Varia, 1985
- Mijnheer Donselaer zoekt een vrouw (Bilderbuch), 1986
- De markiezin (Roman), 1988
- Hanegeschrei (Bilderbuch), 1988
- Kersebloed (Essays), 1990
  - Kirschenblut / Charlotte Mutsaers. Aus dem Niederländ. von Marlene Müller-Haas, Hanser, München 2001 ISBN 3-446-19993-4
- Rachels rokje (Roman), 1994
  - Rachels Röckchen : Roman / Charlotte Mutsaers. Aus dem Niederländ. von Marlene Müller-Haas, Hanser, München 1997 ISBN 3-446-18949-1
- Paardejam (essays), 1996
- Maurice Gilliams: Elias oder das Gefecht mit den Nachtigallen : 1930-1935,  Aus dem Niederländischen von Maria Csollány. Mit einem Essay von Charlotte Mutsaers. Berlin : Friedenauer Presse, 1997. Wolffs Broschuren
- Zeepijn (Kurzgeschichten), 1999
- Bont. Uit de zoo van Charlotte Mutsaers (Illustrierte Tiergeschichten), 2002
- Cheese!, 2003 (in der Hörfassung mit Musik von Ede Staal)
- Koetsier Herfst (Roman), 2008
  - Kutscher Herbst : Roman, Aus dem Niederländ. von Marlene Müller-Haas, München : Hanser 2011 ISBN 978-3-446-23753-7
- Pedante pendules en andere wekkers (Essays), 2010
- Dooier op drift (Lyrik), 2012